# Köbo

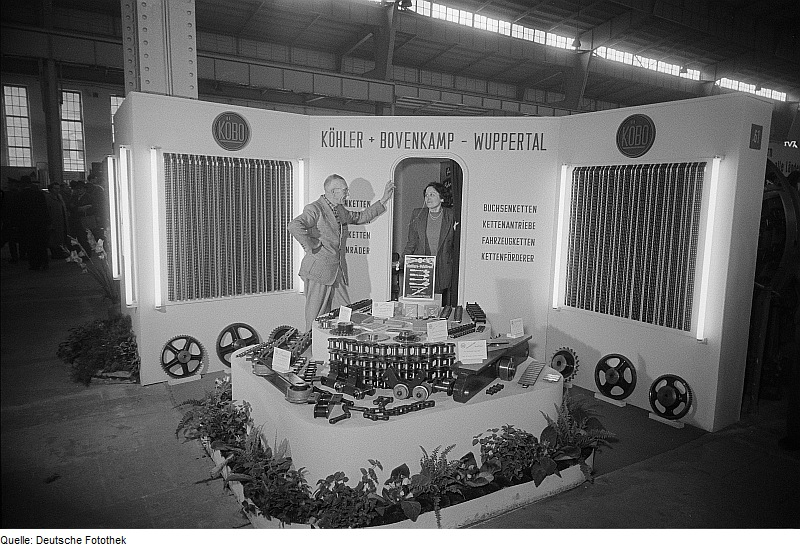
Stand van Köhler & Bovenkamp tijdens de Leipziger Herbstmesse van 1954

Köbo is een historisch motorfietsmerk.
Köbo: Köhler & Bovenkamp Maschinenfabrik, Barmen-Hatzfeld (1923-1926).
Bekende Duitse kettingfabriek die het ook enkele jaren met weinig succes met motorfietsen probeerde. Deze waren voorzien van een eigen 276 cc tweetaktmotor.